# Division 1 1953-1954
La Division 1 1953-1954 è stata la 16ª edizione della massima serie del campionato francese di calcio, disputato tra il 23 agosto 1953 e il 16 maggio 1954 e concluso con la vittoria dello Lilla, al suo secondo titolo.
Capocannoniere del torneo è stato Édouard Kargu (Bordeaux) con 27 reti.

## Classifica finale
|  | Pos. | Squadra             | Pt | G  | V  | N  | P  | GF | GS | MR    |
|  | ---- | ------------------- | -- | -- | -- | -- | -- | -- | -- | ----- |
|  | 1.   | Lilla               | 47 | 34 | 17 | 13 | 4  | 49 | 22 | 2,227 |
|  | 2.   | Stade Reims         | 46 | 34 | 18 | 10 | 6  | 62 | 36 | 1,722 |
|  | 3.   | Bordeaux            | 46 | 34 | 20 | 6  | 8  | 69 | 44 | 1,568 |
|  | 4.   | Tolosa              | 44 | 34 | 15 | 14 | 5  | 55 | 39 | 1,41  |
|  | 5.   | Saint-Étienne       | 38 | 34 | 16 | 6  | 12 | 48 | 47 | 1,021 |
|  | 6.   | Strasburgo          | 36 | 34 | 15 | 6  | 13 | 60 | 61 | 0,984 |
|  | 7.   | Lens                | 35 | 34 | 13 | 9  | 12 | 58 | 56 | 1,036 |
|  | 8.   | Nizza               | 34 | 34 | 12 | 10 | 12 | 73 | 59 | 1,237 |
|  | 9.   | Nîmes               | 33 | 34 | 14 | 5  | 15 | 49 | 46 | 1,065 |
|  | 10.  | Monaco              | 31 | 34 | 11 | 9  | 14 | 44 | 48 | 0,917 |
|  | 11.  | Sochaux             | 30 | 34 | 9  | 12 | 13 | 55 | 57 | 0,965 |
|  | 12.  | Metz                | 30 | 34 | 10 | 10 | 14 | 45 | 59 | 0,769 |
|  | 13.  | FC Nancy            | 30 | 34 | 12 | 6  | 16 | 50 | 65 | 0,763 |
|  | 14.  | Olympique Marsiglia | 29 | 34 | 10 | 9  | 15 | 49 | 56 | 0,875 |
|  | 15.  | Roubaix-Tourcoing   | 28 | 34 | 11 | 6  | 17 | 47 | 65 | 0,723 |
|  | 16.  | Stade Français      | 27 | 34 | 8  | 11 | 15 | 44 | 49 | 0,898 |
|  | 17.  | Le Havre            | 26 | 34 | 10 | 6  | 18 | 53 | 69 | 0,783 |
|  | 18.  | Sète                | 22 | 34 | 6  | 10 | 18 | 38 | 70 | 0,535 |

Legenda:
      Campione di Francia
  Partecipa ai play-out.
      Retrocesse in Division 2 1954-1955.
Note:
Due punti a vittoria, uno a pareggio, zero a sconfitta.
Stade Français retrocesso dopo lo spareggio contro l’RC France, terzo in Division 2 1953-1954

## Spareggi

### Play-out
La squadra classificatasi al 17º posto incontra la 3ª classificata di Division 2.
|                | Risultati |           | Luogo e data   |
| -------------- | --------- | --------- | -------------- |
| Stade Français | 1-2       | RC France | 6 giugno 1954  |
| RC Paris       | 2-2       | RC Parigi | 12 giugno 1954 |
|                |           |           |                |